# Bergsenkung

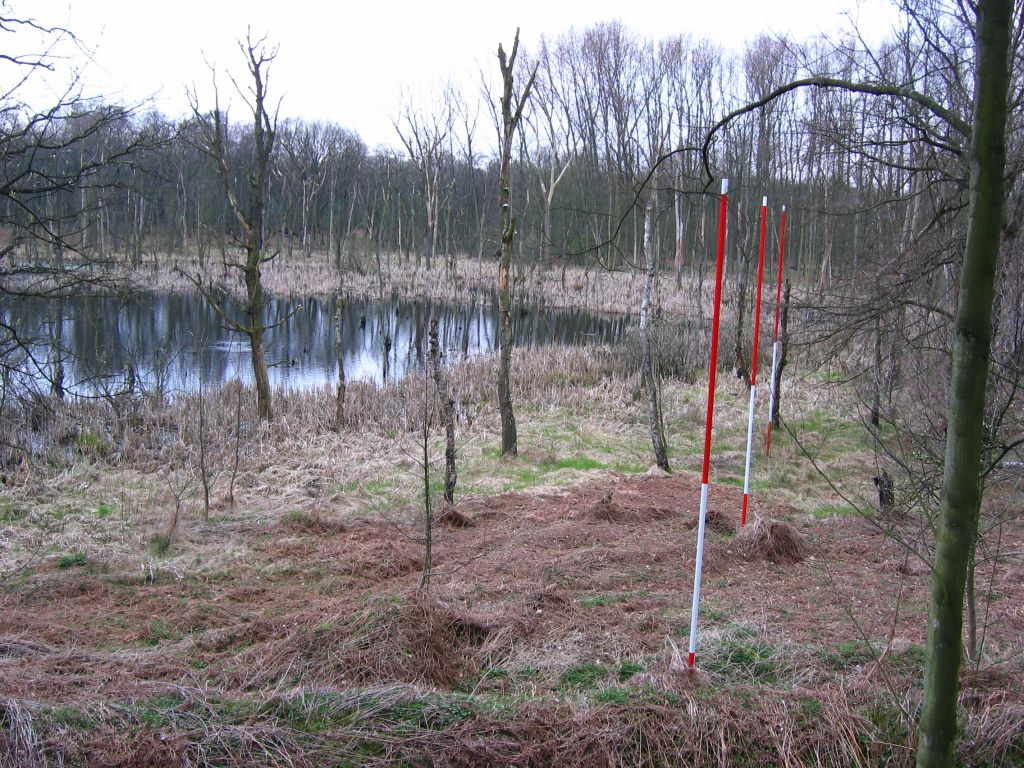
Die Fluchtstäbe zeigen die Bergsenkungen im Emscherbruch in Herten (nahe Zeche Ewald 1/2/7) in den letzten 25 Jahren (1980: −7,8 m; 1985: −3,8 m; 1990: −1,3 m; 2000: Stilllegung)

Eine Bergsenkung ist ein lokales Absinken der Erdoberfläche, das eine Folge des Bergbaus ist. Vereinfacht kann das Absinken als ein Nachrutschen der oberen Erdschichten beschrieben werden, wenn sich nach dem Abbau die entstandenen Hohlräume schließen. Der Umfang der Senkung entspricht daher auf lange Sicht meist annähernd dem im Untergrund durch Bergbau entnommenen Volumen. Erste signifikante Bergsenkungen von bis zu fünf Metern wurden im Ruhrgebiet bereits seit dem Ende des 19. Jahrhunderts festgestellt. In speziellen Fällen kann es durch den Bergbau aber auch zu einer Ausdehnung bestimmter Gesteinsschichten kommen. Das kann dann zu einer Bodenhebung führen. Bergsenkungen können Bauwerke beeinträchtigen und Landschaften verändern.

## Grundlagen

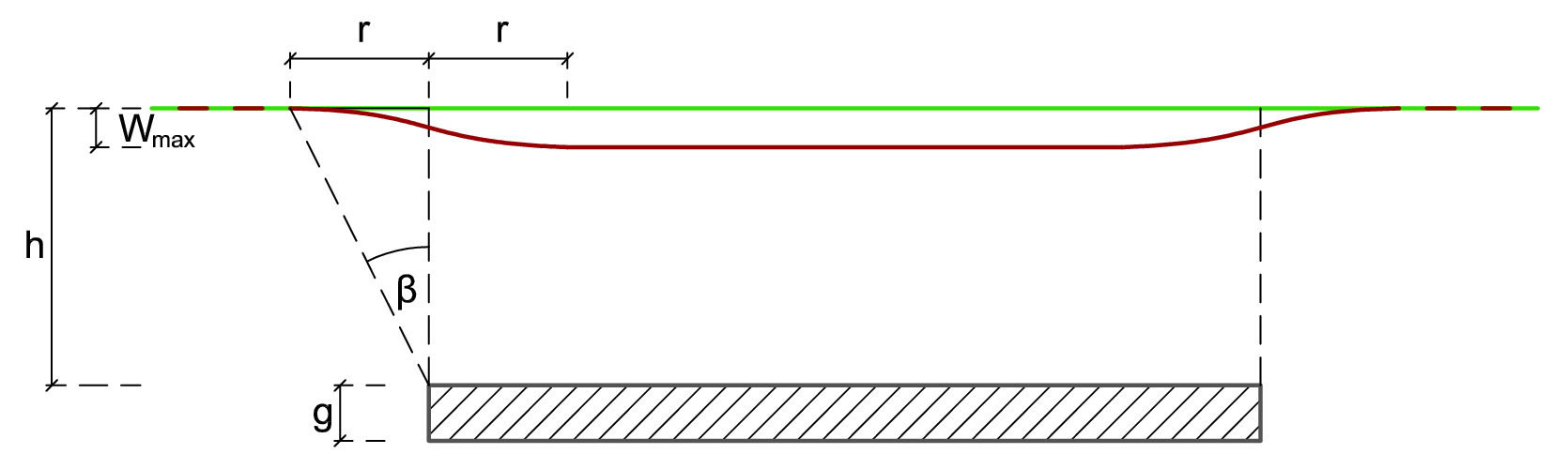
Senkungsdiagramm

Beim Abbau einer untertägigen Lagerstätte bleibt nach der Hereingewinnung des Bodenschatzes ein entsprechend großer Hohlraum zurück. Wird das Hangende nicht abgestützt, so bricht das Deckgebirge nach einer kurzen Zeit in den offenen Hohlraum hinein und verfüllt diesen. Dieser Vorgang pflanzt sich bis zur Erdoberfläche fort, so dass nach einer bestimmten Zeit wieder ein kompakter Gebirgskörper vorhanden ist. Dies führt an der Tagesoberfläche zu einer Veränderung der Topographie. Es entstehen zum Teil weiträumige Senkungen mit unterschiedlichen Auswirkungen. Man unterscheidet dabei reguläre und irreguläre Bergsenkungen. Reguläre Bergsenkungen verlaufen allmählich und gleichmäßig, irreguläre Bergsenkungen verlaufen plötzlich und ungleichmäßig bis hin zum Tagesbruch. Reguläre Bergsenkungen sind typisch für den tiefen Bergbau, irreguläre Bergsenkungen entstehen durch den tagesnahen Bergbau. Das Ausmaß der Bergsenkung hängt von verschiedenen Faktoren ab. Entscheidend für die Tiefe der Senkung ist, ob der Hohlraum mit Bergeversatz verfüllt wurde oder ob mit Bruchversatz gearbeitet wurde. Für die Form der Senkung ist das verwendete Abbauverfahren entscheidend. Bei der Verwendung von Bergeversatz wird dieser aufgrund des Gebirgsdruckes auf 30 Prozent seines Volumens zusammengedrückt. Beim Örterbau und beim Kammerbau verhindern zunächst die Bergfesten eine Bergsenkung. Werden diese Bergfesten mit geraubt, verbricht das Hangende. Wird der Örterbau beim tiefen Bergbau angewendet, kommt es zu regulären Bergsenkungen, beim tagesnahen Bergbau entstehen irreguläre Bergsenkungen. Beim Strebbau kommt es zu regulären Bergsenkungen. Durch den Weitungsbau und den Bruchbau kommt es zu irregulären Bergsenkungen, das Gebirge ist auf eine nicht bestimmbare Zeit in Bewegung und es besteht ständig die Gefahr der Bildung von Hohlräumen und des Nachbruchs der Gebirgsschichten. Beim Sinkwerksbau entstehen große Hohlräume, die sich mit der Zeit schließen, dadurch kommt es zu irregulären Bergsenkungen und auch zu Tagesbrüchen.

## Der Senkungstrog

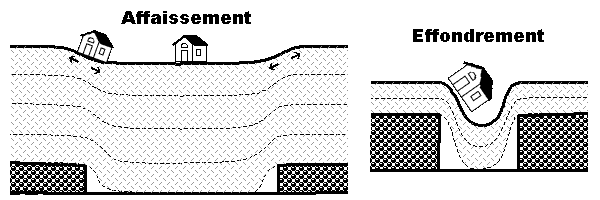
Unterschiedliche Senkungströge

Durch die reguläre Bergsenkung bildet sich an der Tagesoberfläche ein Senkungstrog, auch Senkungsmulde genannt. Diese Senkungsmulde wandert an der Tagesoberfläche hinter der Abbaurichtung her. Dadurch kommt es an der Geländeoberfläche zu horizontalen und vertikalen Verschiebungen und Stauchungen. Insbesondere an den Kanten des Senkungstrogs führt dies zu starken Spannungen. Die Größe des Senkungstroges wird neben der Abbaufeldgröße auch durch den Bruchwinkel bestimmt. Dieser Bruchwinkel ist abhängig vom natürlichen Böschungswinkel der Gebirgsschichten. Er verläuft in weichen Gesteinsschichten flacher und in festen Gesteinsschichten steiler. Bedingt durch den Bruchwinkel wird der Senkungstrog größer als es das eigentliche Abbaufeld war. Auf den Bruchwinkel hat neben der Gebirgsart auch die Lage der Abbaugrenzen einen wesentlichen Einfluss. Im Braunkohlentiefbau wird sich in der Regel ein Bruchwinkel von 72 Gon einstellen. Im Festgestein des Ruhrgebiets beträgt der Bruchwinkel unter Berücksichtigung des Schichteneinfallens zwischen 75,6 und 91 Gon. Im Erzgebirge ist bei den vorhandenen Gneisschichten ein Bruchwinkel von 77,8 Gon zugrunde zu legen. Die Tiefe des Senkungstroges ist abhängig von der Höhe der abgebauten Flöze. Sie beträgt zwischen dem 0,5-fachen der Flözhöhe bei Bergeversatz und dem 0,9-fachen bei Bruchversatz.

## Auswirkungen

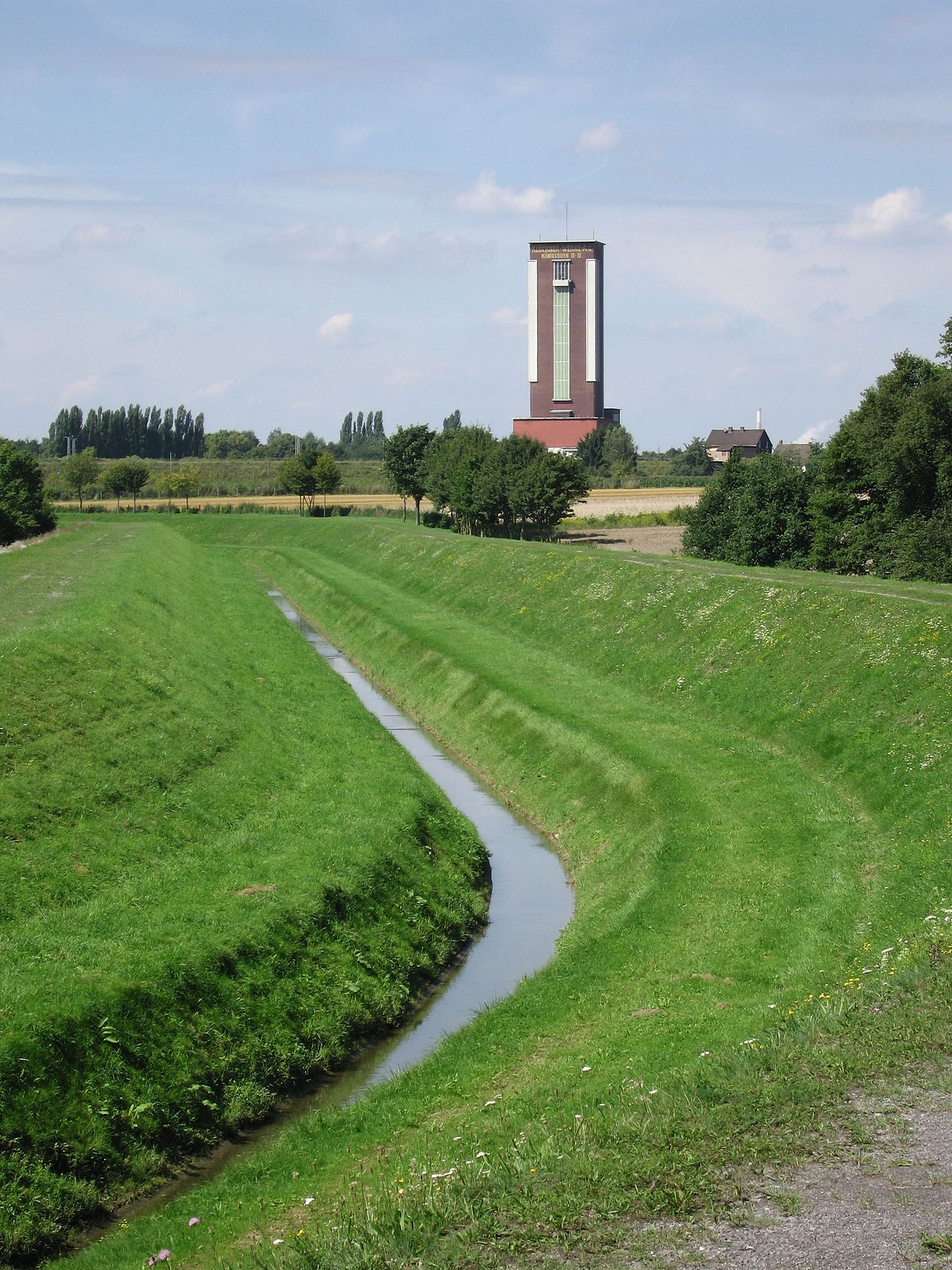
Durch Bergsenkung notwendig gewordener technischer Ausbau der Seseke

Die Bergsenkungen sind, bedingt durch die unterschiedlichen Mächtigkeiten der Lagerstätten, nicht an jeder Stelle gleich stark. Dadurch kommt es zu regional unterschiedlichen Absenkungen, deren Höhenunterschiede oft mehrere Meter betragen, es entsteht eine ungleichförmige Landsenkung. Dies hat einen großen Einfluss auf das natürliche Gefälle der Flüsse und Bäche der jeweiligen Region. Bedingt durch den zeitlichen Ablauf der Senkung kommt es zu Veränderung der Grundwasserflurabstände und der Vorfluter. Des Weiteren kommt es in den Senkungsmulden zu einem relativen Anstieg des Grundwasserspiegels. Zudem können in den abgesenkten Bereichen Polderlandschaften entstehen. Aufgrund der Bergsenkungen sind alleine im Ruhrgebiet Polderflächen von rund 75.000 Hektar entstanden. Damit nicht ganze Landstriche überflutet werden, ist es aufgrund der Bergsenkungen erforderlich, den Wasserspiegel der Vorfluter künstlich hochzuhalten. Dies geschieht durch Eindeichungen, das tieferliegende Wasser muss in die Vorfluter gepumpt werden. Damit es aufgrund der Senkungen nicht zu einer Verschmutzung der für Trinkwasserzwecke genutzten Flüsse kommt, müssen die für die Abwasserentsorgung genutzten Flüsse in ein anderes, in der Regel neu geschaffenes Flussbett, verlegt werden. Durch die Bergsenkungen werden oftmals wassertragende Schichten zerstört, sodass das Grundwasser nach unten weglaufen kann. Durch die Bergsenkungen kann es auch zur Trübung des Wassers bei Tiefbrunnen kommen. Durch die Zerklüftungen des flözführenden Karbons, aufgrund der Bergsenkungen, kann es zu Methanausgasungen an der Tagesoberfläche kommen. Die Konzentration der Emissionspunkte verläuft in der Regel entlang der Ränder der Senkungströge. Durch die Bergsenkungen kommt es in bebauten Gebieten zur Beeinflussung der Infrastruktur und der Gebäude. So entstehen aufgrund von Bergsenkungen Deformationen an Ver- und Entsorgungsrohrleitungen. Dabei sind einfache reguläre Bergsenkungen meist unproblematisch. Problematisch sind Bergsenkungen im Bereich der Randzonen insbesondere in Zerrungsgebieten.

## Zeitlicher Ablauf
Die Bergsenkungen sind in der Regel bereits nach relativ kurzer Zeit abgeklungen. Im Ruhrgebiet ist mit einer Bergsenkung nach einer Zeit von wenigen Monaten bis zu drei Jahren nach Durchlauf des Abbaus zu rechnen. Im polnischen Bergbau liegt die Bewegungsdauer bei maximal fünf Jahren. In der Regel werden bereits nach dem ersten Jahr 75 Prozent und nach dem zweiten Jahr 90 Prozent der kompletten Senkung erreicht. Anders sieht die Situation beim oberflächennahen Bergbau und im Salzbergbau aus. Beim oberflächennahen Bergbau ist ohne zeitliche Begrenzung jederzeit mit einer Bewegung des Deckgebirges zu rechnen. In der Regel entstehen beim oberflächennahen Bergbau Bergsenkungen, die im Bereich von einigen Dezimetern liegen, im Extremfall kann es aber auch hier noch lange nach dem Ende der Abbautätigkeit zu Tagesbrüchen kommen. Beim Salzbergbau kommt es im Normalfall (ohne schädliche Laugenzuflüsse) zu Senkungen von wenigen Millimetern jährlich, sodass signifikante Bergsenkungen im Meterbereich erst mehrere Jahrzehnte nach Abbauende eintreten.

## Geländebeurteilung
Zur Beurteilung von Bergsenkungen und anschließenden Bergsenkungsprognosen ist es erforderlich, das betreffende Gelände zu kartieren. Dabei wird zunächst eine Vorauswertung mittels vorhandener geologischer und hydrologischer Karten getätigt. Brauchbar sind auch topographische historische Karten. Anhand dieser Karten können Geologen bereits erste Erkenntnisse gewinnen, ob das Gelände bereits bergmännisch bearbeitet wurde und wie die Gesteinsformationen des Geländes sind. Eine weitere Möglichkeit zur Geländebeurteilung ist die Auswertung von Luftbildern. Anhand der unterschiedlichen Luftbilder lassen die Vergleiche zwischen alten und aktuellen Bildern Veränderungen im Relief der Geländeoberfläche erkennen. Ebenfalls können zur Untersuchung von Bodensenkungen neuartige Verfahren wie das Airborne Laserscanning oder das Differential Interferometric Synthetic Aperture Radar (DinSAR) zur Anwendung kommen. In Bergbaugebieten werden die markscheiderischen Risswerke zur Beurteilung herangezogen. Weitere Verfahren sind die Überprüfung der Hydrologie und die Überprüfung der biologischen Veränderungen des Geländes. Pflanzen reagieren oftmals recht unterschiedlich bei der Veränderung der Wasserverhältnisse. Auch die Überprüfung der Straßen und Wege und Bauwerke lassen eine Beurteilung zu. Sämtliche gewonnenen Erkenntnisse werden kartiert und miteinander verglichen. Die Geländeoberfläche wird dabei zunächst in mehrere großflächige Untersuchungsräume aufgeteilt, jeder Untersuchungsraum wird anschließend durch ein Punktfeld abgebildet. Die Höhenänderungen des Geländes werden über eine Differenzbildung der einzelnen Messpunkte ermittelt. Da Senkungen nicht nur durch bergbauliche Tätigkeiten erfolgen, werden andere nicht bergbauliche Senkungen ermittelt und entsprechend ausgeschlossen. Die gewonnenen Erkenntnisse werden mit einem speziellen Computerprogramm ausgewertet.
Seit den 1980er Jahren werden im Ruhrgebiet großräumige Bodenbewegungen erfasst, hierzu verwendet man aerophotogrammetrische Messungen und Bohrungen.
Im gesamten südlichen Ruhrgebiet mit seinem oberflächennahen Bergbau, dem Aachener Revier, dem Münsterland mit Kohleabbau in Ibbenbüren und Strontianit-Abbau in Drensteinfurt sowie dem Erzbergbau im Sauerland, dem Siegerland und der Eifel werden ca. 60.000 senkungsträchtige unbekannte bergbauliche Anlagen vermutet. Diese werden auf Initiative der Bergbehörden präventiv durch Erkundungsbohrungen ermittelt.

## Bergsenkungsprognosen
Anhand der gewonnenen Erkenntnisse werden mittels mechanischer und empirischer Modelle Bergsenkungen prognostiziert. Bei regulären Bergsenkungen gibt es Erkenntnisse, die sich aufgrund langjähriger Beobachtungen ableiten lassen. Unter der Voraussetzung, dass der entstandene Hohlraum nicht verfüllt wird, wird das Verhältnis der maximal zu erwartenden Bergsenkung zur abgebauten Flözmächtigkeit gebildet und als Bergsenkungsfaktor definiert. Für das Ruhrgebiet, die britischen und französischen Kohlereviere und für die meisten russischen Kohlereviere gilt ein Bergsenkungsfaktor k von 0,9. In Großbritannien wurden Senkungsmessungen bei tiefen Abbaufeldern durchgeführt. Anhand dieser Messungen wurden empirische Senkungsdiagramme entwickelt unter Zuhilfenahme derer sich die für die jeweiligen Gebiete maximal zu erwartende Tiefe des Senkungstroges prognostizieren lässt. Außerdem lassen sich anhand dieser Diagramme die Ausdehnungen und Formen des Senkungstroges darstellen. Unter der Zuhilfenahme weiterer Diagramme lassen sich auch die zu erwartenden Stauchungen und Dehnungen der Erdoberfläche abschätzen. Auch für die Bergbaureviere anderer Länder lassen sich empirische Bergsenkungsdiagramme erstellen.